# Christian August Peicke
Christian August Peicke (* 23. Oktober 1846 in Groß-Ottersleben; † 14. Februar 1939 ebenda) war ein deutscher Heimatforscher.
Peicke war Sohn einer über mehrere Jahrhunderte in Ottersleben ansässigen Bauernfamilie.
Er nahm an den Kriegen 1866 und 1870/1871 teil. 1870 heiratete er und zog auf das Anwesen der Familie seiner Ehefrau in Tarthun. Später kehrte er nach Ottersleben zurück. Hier vergrößerte er den Hof der Familie deutlich. Er gehörte zu den größten Ackerbesitzern des Ortes.
Von 1884 bis 1888 war er Ortsvorsteher von Groß-Ottersleben. Infolge eines Unfalls erlitt er eine Verletzung, die zu einer Lähmung eines Armes führte.
Er beschäftigte sich intensiv mit der Erforschung der Geschichte der Dörfer Groß-Ottersleben, Klein-Ottersleben und Benneckenbeck, die heute als Stadtteil Ottersleben zur Stadt Magdeburg gehören. 1902 veröffentlichte er ein Werk, welches einen bedeutenden Beitrag zur Heimatgeschichtsforschung darstellt.
Die Stadt Magdeburg benannte ihm zu Ehren eine Straße (Christian-Peicke-Straße).